# Fefernuski kociewskie

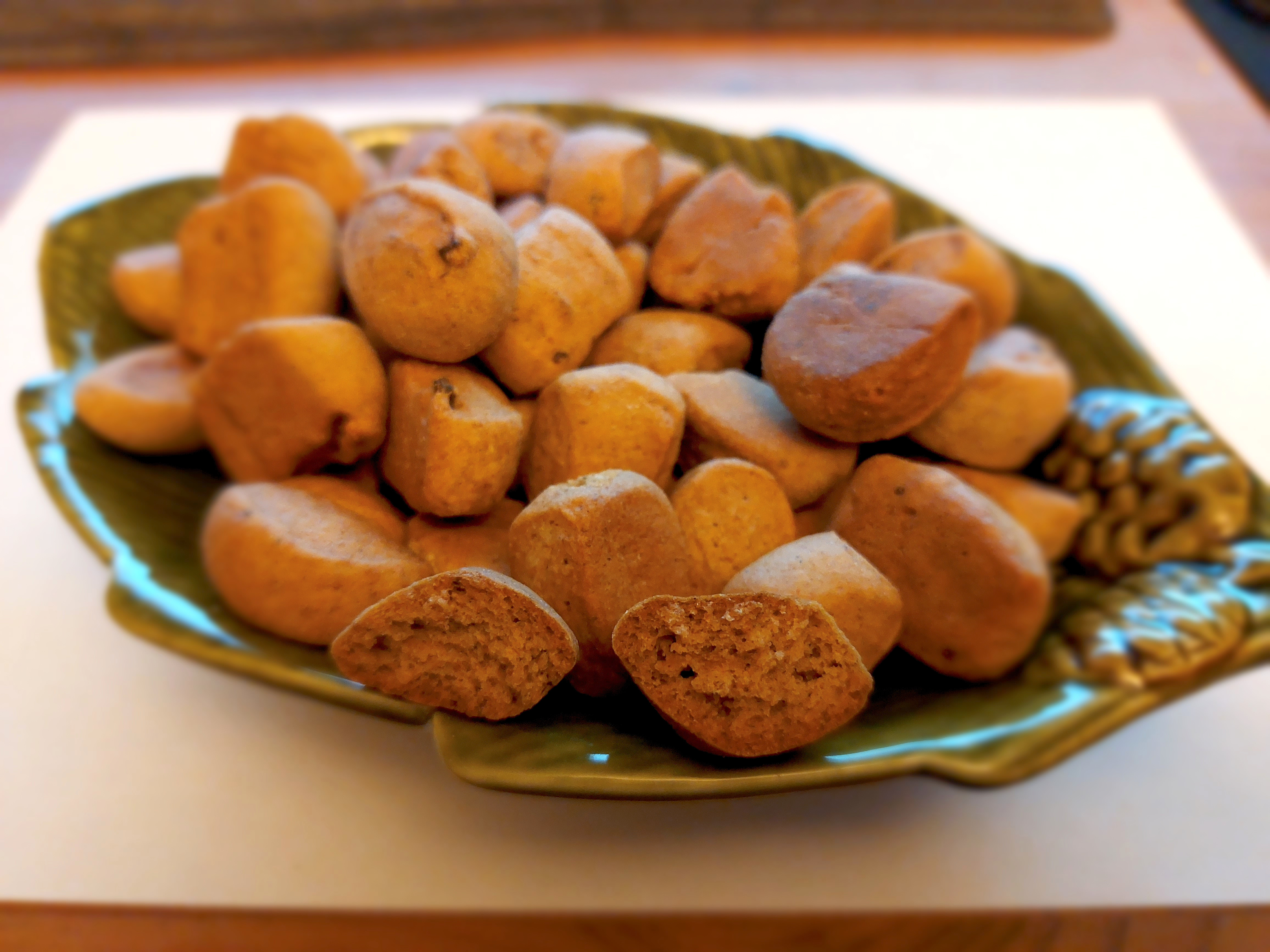
Fefernuski kociewskie przed lukrowaniem

Fefernuski kociewskie – rodzaj małych pierniczków otoczonych w lukrze, wypiekanych na Kociewiu jako część tradycji bożonarodzeniowej. Produkt od 2006 r. znajduje się na Liście produktów tradycyjnych województwa pomorskiego w kategorii Wyroby piekarnicze i cukiernicze.
Są to małe pierniczki, o wymiarach ok. 2 × 2 cm. Powstają poprzez pieczenie na płaskiej blasze ciasta piernikowego, uprzednio pokrojonego w kostkę lub pociętego w kształt zbliżony do kopytek. Możliwe są też inne kształty – stożki, rożki, poduszeczki, kostki, czyli tzw. „wirfle”. W wersji z małej, okrągłej foremki nazywane były „brukowcami” ze względu na to, że po wyschnięciu robiły się bardzo twarde.

## Przygotowanie
Według przepisu wpisanego na Listę produktów tradycyjnych, podawanego przez Krystynę Gierszewską, na ciasto oprócz mąki należy użyć takich składników jak: smalec, miód, jajka, cukier, amoniak, sodę oczyszczoną, mleko, a wśród tradycyjnych przypraw piernikowych znaleźć musi się pieprz, od którego wywodzi się nazwa. Inna wersja przepisu, zawarta w książce pt. W kuchni i przy stole: ksiónżka o jeściu na Kociywiu mówi, że w skład ciasta wchodzą: jajka, cukier, mleko, olej, marmolada, cukier waniliowy, kakao, przyprawy do piernika i proszek do pieczenia oraz „w miarę możliwości rodzynki, migdały i drobno posiekane orzechy”.
Ciasto przygotowuje się na 2 tygodnie przed Świętami Bożego Narodzenia, zaś pieczenie następuje nie wcześniej niż po 4 dniach od momentu przygotowania.
Po upieczeniu i ostudzeniu fefernuski obtacza się lukrem otrzymanym przez dodanie do cukru wody i ubitego białka.

## Etymologia
Nazwa „fefernuski” pochodzi z niemieckiego pfeffernusskuchen (pfeffer – pieprz, czyli pierny, nuss – orzech, czyli twardy). Nazwa oznacza więc twarde, pierne ciasteczka.

## Znaczenie w kulturze
30 czerwca 2006 fefernuski kociewskie zostały wpisane na Listę produktów tradycyjnych województwa pomorskiego w kategorii Wyroby piekarnicze i cukiernicze. Zgłosiła je – wraz z grochowinkami kociewskimi – regionalistka i Prezes Kociewskiego Forum Kobiet Krystyna Gierszewska. O możliwości takiej dowiedziała się w 2005 r. podczas V edycji konkursu „Nasze Kulinarne Dziedzictwo” w Szymbarku. W kolejnej edycji tegoż konkursu fefernuski otrzymały wyróżnienie. Przepis wpisany na listę pochodzi od p. Walburgii Juraszewskiej, gospodyni na parafii w Lignowach Szlacheckich, która w latach 60. XX w. przekazała przepis rodzinie Krystyny Gierszewskiej.
W badaniu przeprowadzonym w 2013 r., którego wyniki opublikowano w 2015 r., dotyczącym rozpoznawalności kuchni kociewskiej, wśród 100 respondentek – mieszkanek Kociewia fefernuski kociewskie znane były 52% badanych (było to miejsce drugie, po grochowinkach, które znało 80% badanych).
Obecnie fefernuski kociewskie obecne są na różnych imprezach związanych z promocją kultury kociewskiej lub regionu Pomorza, takich jak Pomorskie Święto Produktu Tradycyjnego w Gdańsku-Oliwie czy Narodowa Wystawa Rolnicza i inne. Prowadzone są także warsztaty kulinarne, jak w ramach XIII Festiwalu Twórczości Kociewskiej oraz IV Kongresu Kociewskiego.